# Économie et humanisme
 (novembre 2018).
Si vous disposez d'ouvrages ou d'articles de référence ou si vous connaissez des sites web de qualité traitant du thème abordé ici, merci de compléter l'article en donnant les références utiles à sa vérifiabilité et en les liant à la section « Notes et références ».
Économie et humanisme est une association française, d’origine catholique, fondée en 1941 par Louis-Joseph Lebret, qui a développé un concept d’économie humaine. Elle a mené, depuis Lyon (département du Rhône, région Rhône-Alpes, France) des travaux d’études  sur le développement, les politiques et pratiques sociales, l'emploi, la coopération et la solidarité internationales. Elle a également eu une activité de publication, de formation et d'animation de débats. Elle cesse de fonctionner en novembre 2007.

## Un mouvement d’économistes chrétiens
L'association Économie et humanisme (E&H) fut fondée à Marseille (Bouches-du-Rhône, France) en 1941 par un prêtre dominicain breton, Louis-Joseph Lebret (1897-1966). Elle s’installe dans la banlieue lyonnaise dès 1943.
L’association veut favoriser, à destination des catholiques, la rencontre entre l'économie politique et la doctrine sociale de l'Église. D'emblée déclarée comme spiritualiste mais non-confessionnelle, elle veut aussi élaborer avec et pour tous une « économie humaine » compatible avec les exigences de la justice. 
Les fondateurs sont L.-J. Lebret, qui s’est occupé de l’action spirituelle auprès des jeunes marins ; René Moreux qui suit la transformation des centres mondiaux de production ; Jean-Marius Gatheron, économiste, spécialiste des relations entre l’agriculture et l’industrie ; François Perroux, économiste qui s’attache aux changements dans les institutions politico-économiques européennes et américaines ; Gustave Thibon, paysan philosophe ; Edmond Laulhère, un artisan inventeur ; Alexandre Dubois, chef d’une entreprise métallurgique.

## Des contacts avec Vichy à la théologie de la Libération
Le groupe établit des contacts, qui seront critiqués ensuite, avec le régime de Vichy, attiré par la place donnée dans son idéologie à la "communauté". Ainsi certains de ses membres, Louis-Joseph Lebret, Gaston Bardet, Marius Gatheron, Alexandre Dubois participent aux Journées du Mont-Dore, qui réunissent, sous l'égide du maréchal Pétain, du 10 au 14 avril 1943, une bonne partie des mouvements qui ont vu le jour depuis 1940 pour donner une armature idéologique et un contenu pratique à la Révolution nationale, et qui constituent une illustration exemplaire des principales thématiques du "mouvement communautaire". Il s’associe aux travaux de militants de l'École des cadres d'Uriage et à la communauté de travail Boimondau. À la Libération, il se rapproche des formations démocrates chrétiennes puis débat longuement de sa relation avec le marxisme, ce qui sera source du départ en 1950 d’Henri Desroche, partisan d’un dialogue plus approfondi.
Entre 1945 et 1950, Économie et humanisme participe à une action sociale de terrain, diffuse une revue (Économie et humanisme, lancée en 1942), constitue une maison d'édition, établit une librairie à Paris et met en place des équipes locales dans une vingtaine de villes de France. Raymond Delprat, qui a rejoint le mouvement en 1943, devient directeur du centre d'études et de la revue.
Le père Lebret fait de nombreuses missions en Europe et en Amérique latine, participant aux débats autour de la Mission ouvrière et avec le catholicisme progressiste influencé par le marxisme. Économie et humanisme devient le pôle d'un tiers-mondisme catholique, influençant par ailleurs l'Organisation démocrate-chrétienne d'Amérique (ODCA), créée en 1947 à Montevideo, en présence, notamment, du futur président chilien, Eduardo Frei Montalva.
L.-J. Lebret devient expert en développement pour de grandes organisations internationales (il fait partie des concepteurs de la CNUCED) et conseiller de responsables politiques, notamment le Sénégalais M. Dia. Pour développer une action de formation, il fonde à Paris l'Institut international de recherche et de formation en vue du développement harmonisé (IRFED). 
Après le décès en 1966 de L.-J. Lebret, Économie et humanisme lance des recherches sur la sociologie du travail, l'économie des services, la politique de la ville. Le groupe poursuit des travaux sur l’Amérique latine, l’Afrique ou l'Asie.
L’association se concentre sur Lyon et a pour principales activités son Centre d'études et sa revue trimestrielle ; elle dispose de groupes à Belfort et Montbéliard (Franche-Comté) ainsi qu’en Savoie. Elle organise, à partir de 2000, comme elle l'avait fait régulièrement de 1950 à 1975, des sessions d’été.
En 2007, elle a pour président Jean Vidaud, ancien responsable d'une entreprise de matériels de travaux publics puis d'un groupe de tourisme social. Il a succédé en 2004 à Denis Clerc, journaliste, et à Gérard Sarazin.
En octobre 2007, l'association est placée en liquidation judiciaire après un dépôt de bilan, et cesse son activité. La dernière parution de la revue trimestrielle Économie et humanisme éditée par l'association porte le numéro 382 et est datée d'octobre 2007. Ce numéro comprend un dossier sur "la participation des citoyens, promesse de développement". Certains membres de l'association constituent un "Comité de pilotage du manifeste Économie et humanisme".
Une partie de l'équipe salariée de 2007 (Vincent Berthet, Frédérique Bruyas, Laurence Fillaud-Jirari, Élodie Maire) a créé la SCOP Développements et Humanisme ; elle s'inscrit, sur le fond, dans les principes d'action qui ont été ceux d'Économie et Humanisme, en mettant en relief son appartenance à l'économie sociale. Depuis début 2008, cette équipe propose des services d'étude, de conseil, d'accompagnement de dynamiques collectives, de rédaction et publication. Ses activités se rapportent à l'économie sociale et solidaire, aux politiques et pratiques (publiques et associatives) d'emploi et d'intégration sociale, de développement social urbain (CUCS, contrats de ville et autres composantes de la "politique de la ville"),  de lutte contre les discriminations, d'implication des jeunes dans la vie collective, de participation des citoyens en situation de pauvreté et précarité. Elle a, parmi d'autres travaux, mis en place avec le concours de la Fondation Charles Léopold Mayer pour le progrès de l'Homme et d'une équipe de militants bénévoles, le site www.revue-economie-et-humanisme.eu qui met à disposition en ligne, gratuitement, la plupart des articles 2000-2007 de la revue Économie et Humanisme.

## Les manifestes
Économie et humanisme a publié cinq manifestes, entre 1942 et 2006, qui sont principalement une affirmation de valeurs mais aussi parfois un programme d’action.

### 1942: mise en avant de l'idée communautaire
Dans le manifeste de 1942, les fondateurs se déclarent « rejetant tout système préconçu, toute théorie abstraite, mais [s’]appliquant avec loyauté, à l'étude des faits économiques initiaux, ceux qui émanent directement de l'homme ou le rejoignent dans sa personnalité même ». Ils estiment que leur « long cheminement parallèle aboutit, à [leur] rencontre dans le désordre même du désastre national, au plus fort de la bousculade tragique de la défaite militaire et de la débâcle civile. » Ils considèrent que leurs échanges d'idées « fortifient [leurs] assurances et [leur] donnent avec l'enthousiasme la conviction de la fécondité d'un travail d'équipe appliqué à la recherche d’une économie humaine en équilibre dynamique. » 
Les fondateurs opposent « la force de l'idée communautaire » (appuyée sur le corporatisme) en regard de « la faillite massive, éclatante, constatée par tous des systèmes adverses qui se sont révélés impraticables au bout d'un temps très réduit : moins d'un siècle pour le capitalisme, quelques années pour le socialisme. »

### 1959: la recherche action, vecteur de la solidarité
Le manifeste de 1959 s’intitule « Pour une civilisation solidaire ». Il considère que « le problème de la matérialisation du monde est sans doute le problème le plus grave de notre temps. Cette matérialisation était inéluctable devant le choc apporté aux civilisations par les progrès scientifiques et techniques. Il est, au demeurant, injuste d’en rendre responsable, de façon simpliste, le capitalisme, les socialismes ou le communisme. »
Pour L.-J. Lebret, qui signe le manifeste, « le social et l'économique ne peuvent être séparés ; il ne s’agit pas de plaquer un social correctif, palliatif, sur une économie engendrant de soi le mal humain; il s'agit de préconiser et de chercher à mettre en place un régime économique intégralement social et intégralement personnaliste en même temps que très différencié dont l'objectif soit la montée humaine universelle, c’est-à-dire, selon l'expression chère à François Perroux, de tout l'homme et de tous les hommes. »
S’estimant « au service des ouvriers », "Économie et humanisme" se fixe un dessein de recherche et action.

### 1976: orientation vers les plus faibles
Le manifeste de 1976, le premier non préparé par L.-J. Lebret, se prononce « pour une Humanité libérée ». Il dénonce « un prétendu ordre social qui crée l'inégalité, l'injustice et le désordre humain » et propose de « construire de nouvelles formes d'interdépendance et de solidarité, respectueuses de l'autonomie des groupes et des pays les plus faibles. »
Le manifeste est signé par de nombreuses personnalités dont Jacques Chonchol, Vincent Cosmao, Jean-Marie Albertini, Charles Antoine, Gabriel Arnaud, Eugène Descamps, Guy Belloncle, Gérard Esperet, Jean-Michel Belorgey, Giulio Fossi, Roger Garaudy, André Jeanson, André Chomel, Hugues Puel, Jean Rous ou Ignacy Sachs.

### 1995: la prise de conscience écologique
Le manifeste de 1995 correspond à l'adhésion délibérée de l'association Économie et Humanisme à la « plateforme pour un monde responsable, pluriel et solidaire » mise en circulation par la Fondation Charles Léopold Mayer pour le Progrès de l'Homme. Ce texte postule que « la stratégie à inventer pour assurer notre survie et notre épanouissement doit respecter à la fois cette unicité qui nous lie et cette diversité qui nous enrichit. »
Pour E&H, « la liberté des échanges et la science (…) sont aujourd’hui trop souvent considérés comme des fins en soi ». Les rédacteurs proposent alors une série de principes : de sauvegarde, d’humanité, de responsabilité, de modération, de prudence, de diversité et de citoyenneté. Il faut mettre en place à l’échelle de la planète « de nouveaux mécanismes de solidarité et de redistribution. »
Cinq programmes mobilisateurs sont suggérés pour répondre aux « défis planétaires urgents ». Ils concernent l’eau, l’énergie, les sols, la réhabilitation de régions profondément dégradées et la conversion des industries d’armement. Économie et Humanisme prend part dans les années 1995-2000 aux actions de l'"Alliance pour un monde pluriel, responsable et solidaire", en particulier en étant dans la partie Centre-Est de la France le relais d'animation de cette Alliance.

### 2006: l’humanisme, combat intérieur, combat dans la cité
Les rédacteurs du manifeste de 2006 se définissent comme « Citoyens d’une humanité fragile » et affichent leur espérance, fondée sur leur « confiance dans les ressources de la personne humaine ». Pour eux, « la composante économique de la vie en société est dominée par une vision dogmatique fermée qui nous entraîne dans une série d’impasses. Elle impose de redéfinir les liens entre l’économie et l’humanisme. » 
E&H considère que « l’humanisme de Jaurès vaut celui de Martin Luther King ou d’Averroès » et qu’il « inspire aujourd’hui un double mouvement de résistance et d’engagement : résistance à la violence, qu’elle vienne de pouvoirs illégitimes ou abusifs, ou bien d’une économie mal maîtrisée qui exclut des populations alors qu’elle aurait les moyens de leur permettre d’accéder à une vie de dignité ; résistance aux fausses solutions du terrorisme et de la guerre entre nations et groupes sociaux ; engagement dans les initiatives de recherche de paix, de construction de structures plus justes, de mise en œuvre d’un développement consciente de l’avenir. »
Les héritiers de L.-J. Lebret estiment que « l’humanisme appelle à un combat de la pensée contre les dogmatismes et les déterminismes ; à un combat en nous-mêmes dans la remise en cause de nos pratiques individuelles et collectives ; à une implication active dans le devenir de la cité. »
Ils tracent quatre chantiers : les régulations éthiques de la vie économique ; l’entreprise, lieu social de création de richesse, où se nouent les questions de justice, de solidarité et de responsabilité ; les territoires, dans lesquels le développement humain, le lien social, la démocratie vécue doivent être à portée du citoyen ; l’échange mondial, dans ses dimensions de développement harmonieux des économies, de dialogue entre cultures et civilisations, de diffusion des idées et de prise en compte des phénomènes de migrations et de leurs causes.

## En dehors de la France
L’Université Santo Tomàs de Bogota (Colombie) abrite un Centre universitaire « Economía y Humanismo, Luis José Lebret O.P. ».
Le Centro Latinoamericano de Economía Humana (CLAEH) a été fondé à Montevideo (Uruguay) en 1956. Il a, depuis 1997, un statut universitaire.
L'Université du Québec à Montréal (Québec, Canada) a créé en l'an 2000 une chaire « économie et humanisme » qui est rattachée à l'École des sciences de la gestion. Elle a commencé ses activités en 2002. Elle est devenue en 2006 la "Chaire de la responsabilité sociale de l'entreprise et du développement durable"

## Publications
- Économie et humanisme, revue, 4 numéros par an (382 numéros entre 1942 et 2007).

- Les Éditions ouvrières (devenues les Éditions de l’Atelier) ont publié une collection « Économie et humanisme » dans laquelle sont parus des livres de Thomas Suavet, M.R. Loew, Jean-Marie Albertini, Michel Quoist, Josué de Castro, Albert-O Hirschmann, Guy Caire, Albert Meister, Jean-Daniel Raynaud, Henri Desroche…